# Prudenci Bertrana i Comte

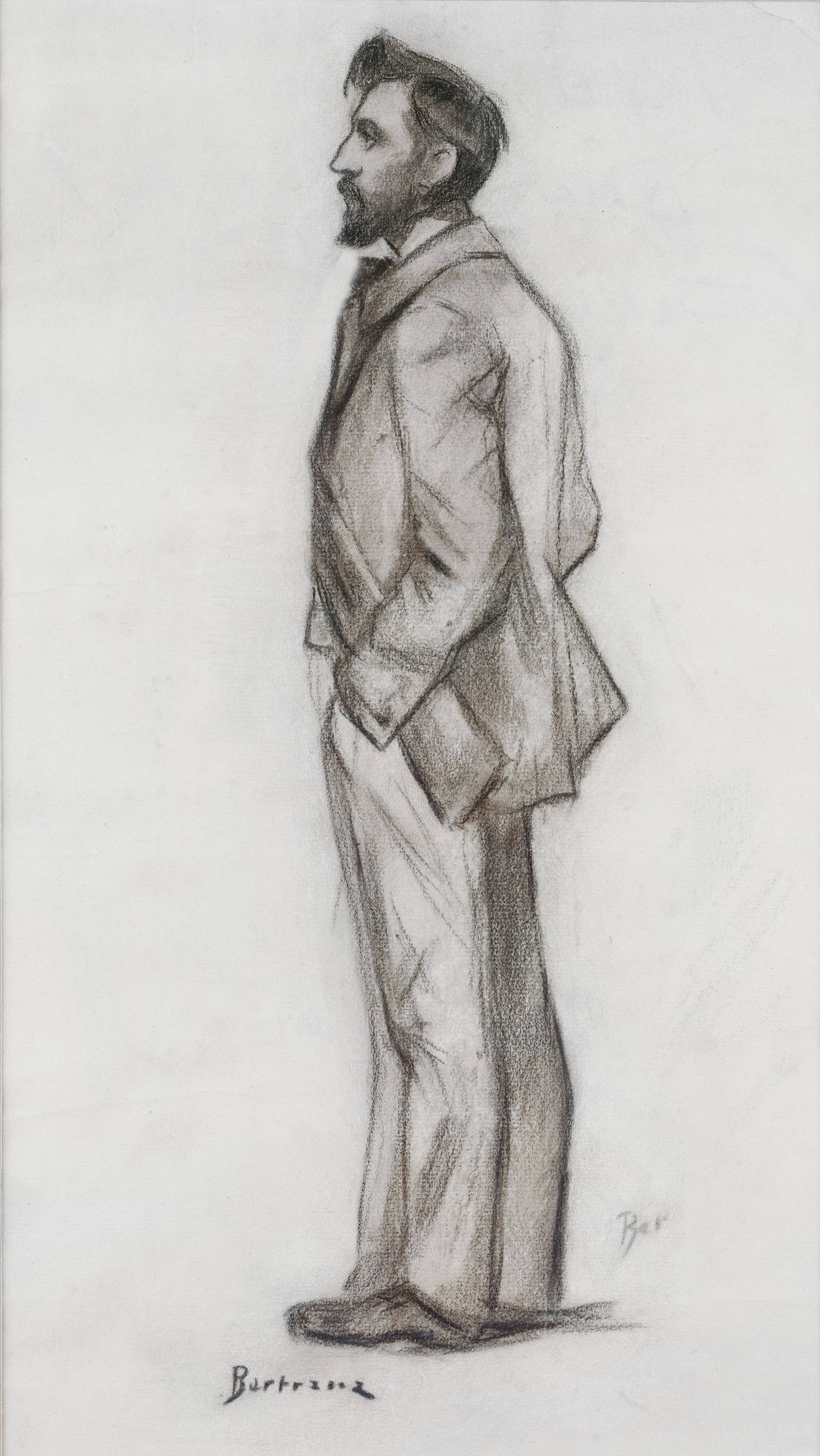
Prudenci Bertrana, Retrat de Rafael Masó, guanyador de la Flor Natural dels Jocs Florals de Girona (1905). Fundació Rafael Masó.

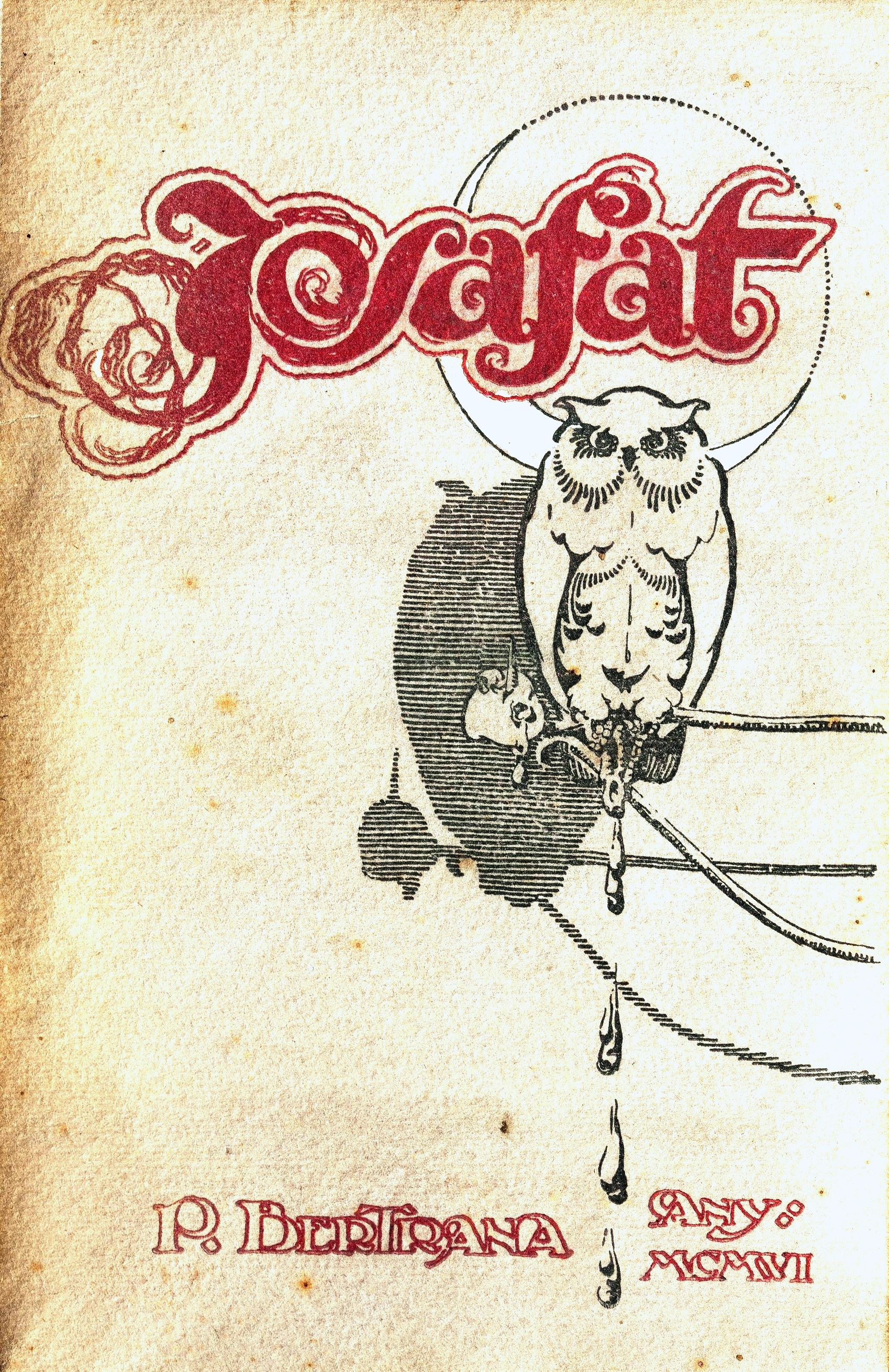
Primera edició de Josafat, de Prudenci Bertrana, publicat el 1906. Exemplar custodiat a la Fundació Rafael Masó de Girona.

Prudenci Bertrana i Comte (Tordera, el Maresme, 19 de gener de 1867 – Barcelona, 21 de novembre de 1941) fou un escriptor modernista català, conegut sobretot per la seva novel·la Josafat (1906).

## Biografia
Prudenci Bertrana, fill de Josep Bertrana, un petit propietari rural d'ideologia carlina, va passar una infantesa itinerant seguint les aventures bèl·liques, durant la Tercera guerra carlina, del seu pare juntament amb la seva mare.El mateix motiu del seu naixement a Tordera té relació amb les activitats guerrilleres del pare donat que la família es va establir a la població seguint el cabdill carlí torderenc Salvador Soliva.
Va estudiar el batxillerat a Girona i, seguint la voluntat paterna, va començar els estudis d'enginyeria industrial. Però el primer any fracassà i el segon ja no va arribar ni a matricular-s'hi. En canvi, es va decantar per la pintura i es va matricular a la Llotja. Va ser en aquell període que es va casar amb Neus Salazar, amb qui va tenir quatre fills (una de les seves filles, Aurora Bertrana, també esdevingué escriptora).
El 1899 Prudenci Bertrana va escriure la seva primera novel·la, Violeta, que va restar inèdita fins a l'any 2013. Va abandonar la pintura temporalment i el 1902 va entrar a la redacció de la revista Vida. Bertrana hi va publicar comentaris sobre art, proses poètiques i contes, com La guineu, un relat rural.
Va participar en la renovació de la vida cultural gironina, especialment en l'organització dels Jocs Florals en col·laborar amb el setmanari Lo Geronés. El 1903 va publicar Tard. Una part de l'obra primerenca va ser recollida a Crisàlides (1907). El 1906 publicà Josafat, la novel·la que el consagrà com a escriptor.
A la Fundació Rafael Masó es conserva un retrat de l'arquitecte Rafael Masó, guanyador dels Jocs Florals de Girona de 1905, dibuixat per Prudenci Bertrana.
Amb Nàufrags (1907), Prudenci Bertrana va guanyar el primer premi del concurs de novel·la de la Biblioteca del Poble Català.
La publicació de la novel·la Josafat i les seves activitats polítiques al costat del nacionalisme republicà van ser motius d'escàndol.
El 1908 van demandar-lo a Barcelona per pronunciar una conferència a l'Associació Nacionalista Catalana: "De les belleses de la Natura i el meu goig", amb la qual va proposar una actitud antiintel·lectual totalment enfrontada amb el Noucentisme. D'aquesta conferència, i animat per Joan Maragall, van sortir les Proses bàrbares (1910) (Premi extraordinari del Jocs Florals de Barcelona).
Va anar a viure a Barcelona, on va dirigir, amb un sou miserable i en condicions de treball precàries, L'Esquella de la Torratxa i La Campana de Gràcia, i va col·laborar esporàdicament a El Poble Català i a Iberia. Visqué un període de marginació, desplaçat, com molts altres modernistes, per la intel·lectualitat noucentista.
Malgrat tot, Bertrana va publicar en aquest període força reculls de contes: La lloca vídua i altres contes (1905), Els herois (1920, premi Concepció Rabell el 1922), El meu amic Pellini i altres contes (1923), La bassa roja (1923), El desig de pecar (1924) i L'òrgan del diputat (1924). A partir de 1923 publicaria a La Novel·la d'Ara diverses narracions curtes.
Va col·laborar assíduament a La Veu de Catalunya. Va compaginar aquestes activitats amb la plaça de professor de dibuix i pintura de l'Escola del Bosc, de l'Ajuntament de Barcelona. Quan, després d'una llarga polèmica entorn de la novel·la, va reprendre aquest gènere, ho va fer amb Jo! Memòries d'un metge filòsof (1925). En aquest llibre, el personatge de Daniel Pérez havia estat inspirat pel doctor Diego Ruiz, amb qui Bertrana havia publicat el 1910 el pamflet La locura de Ávarez Castro i que als camps de concentració de França esdevindrà amic íntim de Jaume Grau i Casas.
El 1929 va publicar Tieta Claudina, però la veritable revisió de la seva pròpia trajectòria biogràfica vindrà amb la trilogia Entre la terra i els núvols, integrada per L'hereu (1931), amb el qual va guanyar el premi Crexells, El vagabund (1933) i L'impenitent (1948). El 1933 va guanyar el Premi Fastenrath per l'obra El Comiat de Teresa.
La seva vida i la seva obra van estar marcades per la tragèdia familiar en perdre tres dels seus quatre fills: l'Heribert el 1913, l'Elena el 1915 i la Cèlia el 1931.
Va morir el 1941 a Barcelona. A partir del 1968, per subscripció popular, es va organitzar a Girona el repartiment del premi de novel·la que porta el seu nom i que s'ha convertit en un dels més prestigiosos del gènere.

## Patrimoni literari

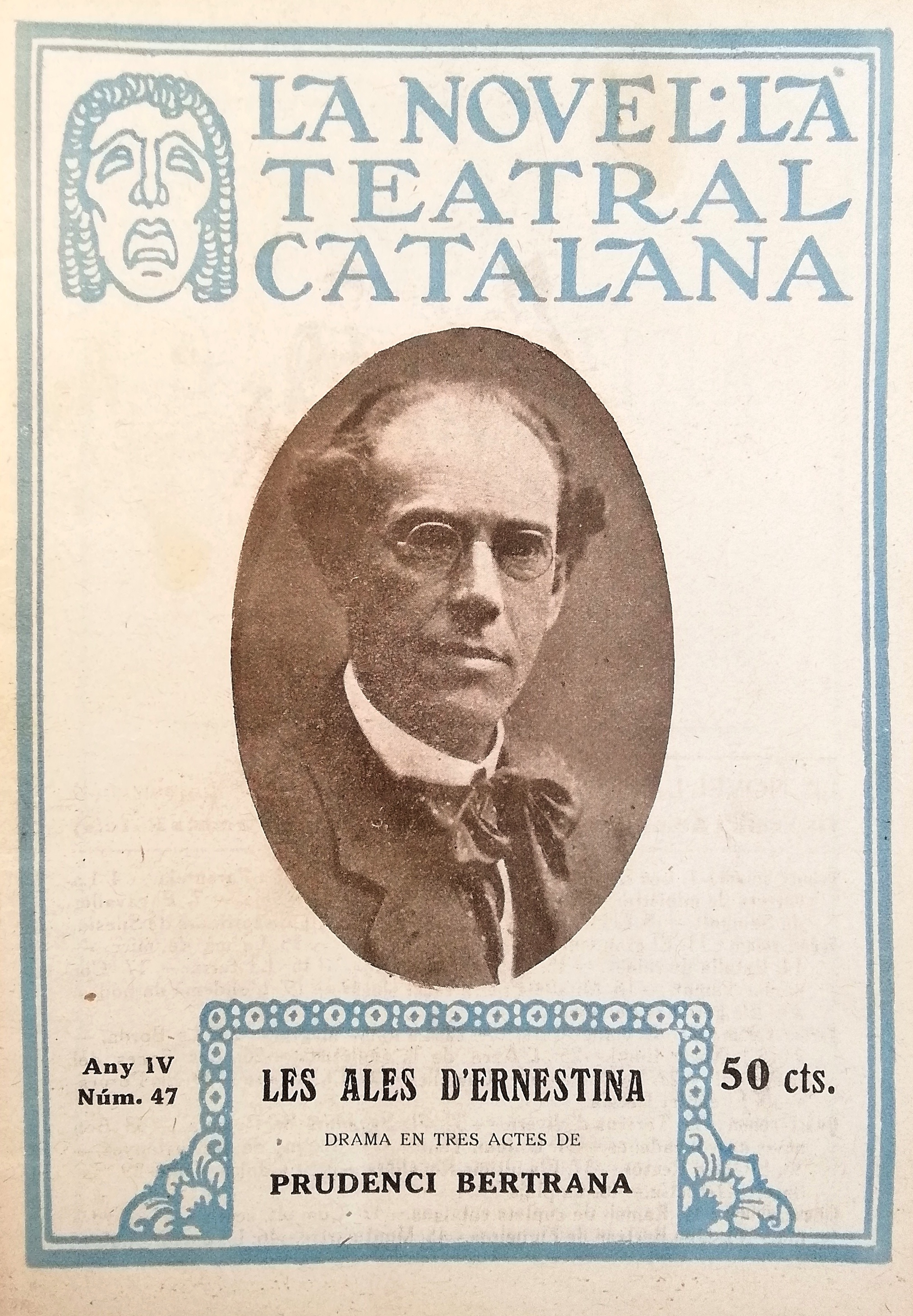
Les ales d'Ernestina, publicat a Barcelona per La Novel·la Teatral Catalana l'any 1921

A Tordera, al carrer Sant Ramon, 28 on va néixer, hi ha una placa que ho recorda. La seva població de naixement el va nomenar fill il·lustre amb motiu del 150è aniversari del seu naixement. També li ha dedicat un carrer; un parc on hi ha un bust seu; una instal·lació escultòrica permanent a tocar del carrer Joan Maragall, que simbolitza la relació entre els dos escriptors, i un espai destinat a l'estudi i a la difusió de la seva vida i obra dins de l'edifici de l'Arxiu històric municipal.

A l'entrada de la biblioteca de Tordera, hi consta en un lloc destacat i en lletres grosses un fragment d'un escrit seu amb el que acabava el discurs presidencial dels Jocs Florals de Barcelona el 1936: 
| « | Deixeu-me creure que amb la meva prosa he consolat algun trist, que he redimit algun captiu, que he humitejat alguns ulls, que he fet somniar alguna ànima senzilla, que he tret de la foscor ésser humils, amb grandesa d'herois. | » |

L'any 1873 se'n va anar a viure a Girona amb la seva família. Primer es van instal·lar a la plaça de la Rodona de Santa Eugènia, després, l'any 1892, es traslladà al Carrer de les Hortes. El 1898 escriu el conte “Les meves veïnes”, que pel seu context fa suposar que aquell any ja treballà en un taller del carrer de Santa Clara amb vistes al riu Onyar. L'any 1908 se'n va a viure al Carrer Nou. El 1912 decideix abandonar Girona i tots els intel·lectuals de la ciutat li fan un sopar d'homenatge a l'Hotel Imperial. A Girona hi ha una plaça amb el seu nom. I també van instal·lar un bust seu, còpia en bronze d'un altre realitzat el 1902 per Ricard Guinó i Boix, a la Plaça de Catalunya.
L'any 1912 ja s'instal·la a Barcelona, a la Plaça del Rei i comença a donar classes a l'Escola del Bosc de Barcelona. L'any 1920 viu al Carrer de Roger de Llúria. La llibreria Espanyola a La Rambla és un lloc emblemàtic que Prudenci Bertrana cita en la seva obra L'Impenitent, on relata les tertúlies que s'hi realitzaven.

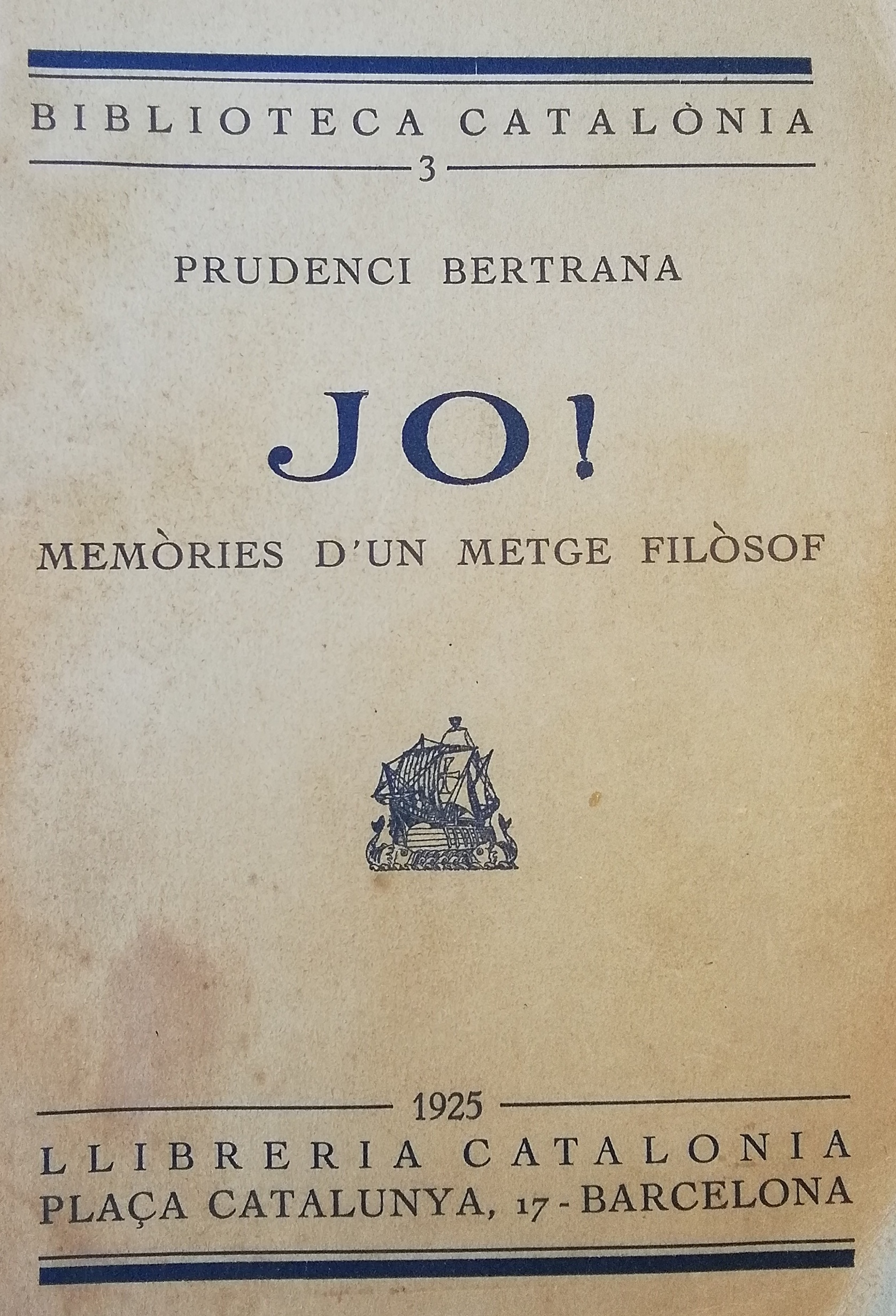
Primera edició de Jo! Memòries d'un metge filòsof de l'any 1925. Publicat per la Llibreria Catalònia

EL 1930 passa una temporada a la Cerdanya. L'any 1936, durant la Guerra Civil espanyola, es refugia amb la seva família a Vilada, i després a Sant Pere Pescador.
Prudenci Bertrana està enterrat al Cementiri de les Corts.

## Anàlisi de l'obra
Bertrana parla en les seves obres de diversos espais de la ciutat de Girona. Es poden trobar algunes d'aquestes referències a: Prudenci Bertrana, Rutes literàries, Racons i paraules, Ruta Prudenci Bertrana a Girona. D'Espais Escrits. Xarxa del Patrimoni Literari Català. Llocs com: la Plaça de Sant Domènec, Plaça dels Lledoners, Catedral de Girona, Carrer dels Alemanys, Torre Gironella, Passeig Arqueològic, Sant Pere de Galligants, Pujada del Rei Martí, Convent de les Clarisses Caputxines, Pont d'en Gómez i el Passeig de José Canalejas.
També trobem referències a altres indrets de la geografia gironina en l'obra de Prudenci Bertrana. Els podem veure a l'Atles Literari de les terres de Girona i també a l'edició de la Geografia literària de les Comarques gironines. Alguns d'aquests llocs són: Banyoles, la Vall de Sant Daniel, Salt, la Vall de la Llémena, Rocacorba, el Parc de la Devesa, la muntanya del Congost, el Barri Vell de Girona, Santa Eugènia de Ter, el riu Güell, la Selva, L'Esparra, Sant Miquel de Fluvià, Sant Pere Pescador i el Parc Hospitalari Martí i Julià.
En el vessant de pintor, Prudenci Bertrana també va reflectir a les seves obres diversos paisatges de llocs on va viure. Se’n poden trobar al catàleg La presó de l'ànima, Prudenci Bertrana. Editat per la Diputació de Girona.

## Obra
Novel·la

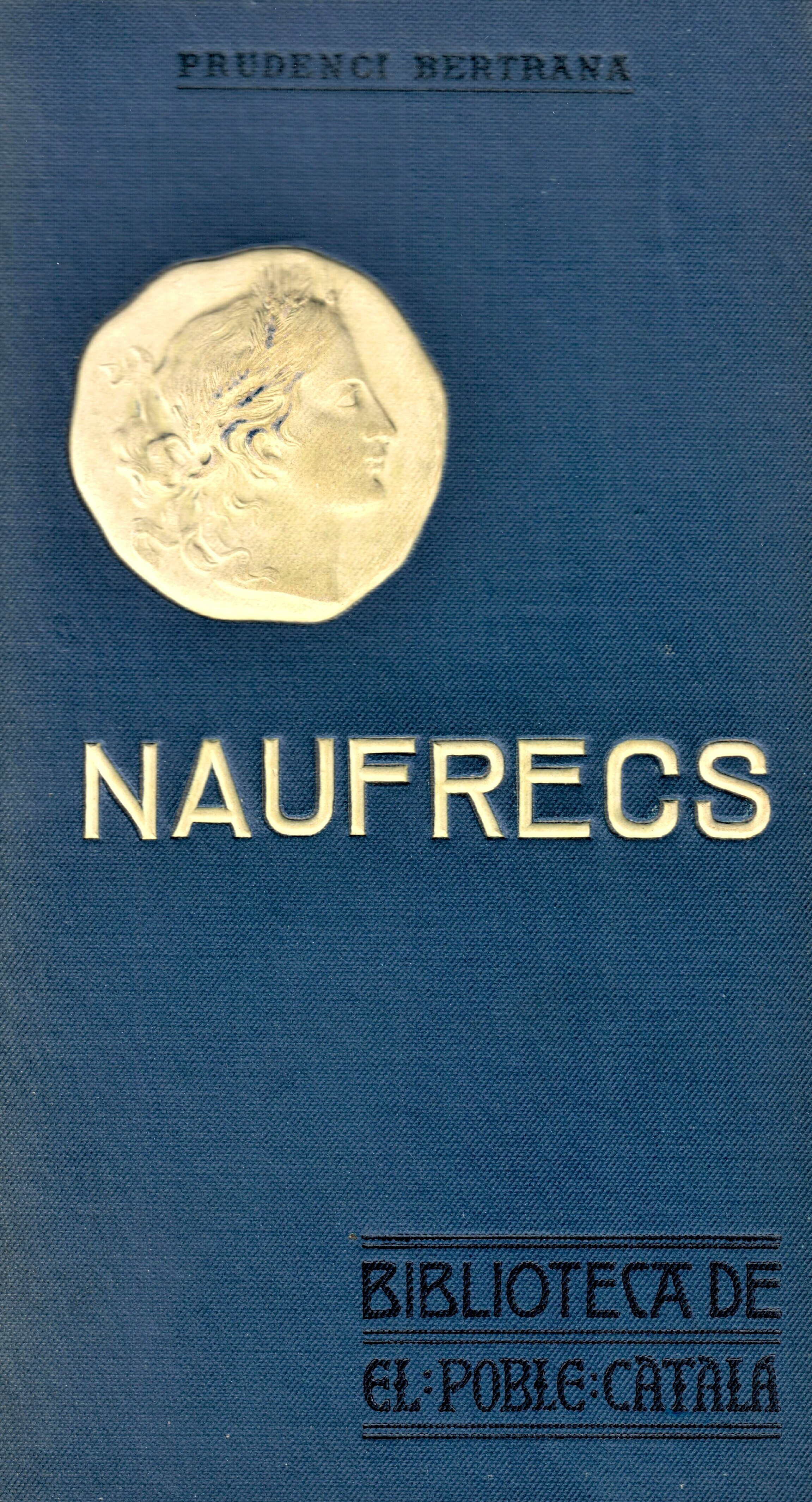
Nàufrags de Prudenci Bertrana publicat a Barcelona l'any 1907 dins la col·lecció Biblioteca de El Poble Català

- Josafat. Palafrugell, Publicació Emporium (Joanola i Ribas). 1906.
- Naufrecs. Barcelona, Biblioteca d'El Poble Catalá (E. Domenech). 1907.

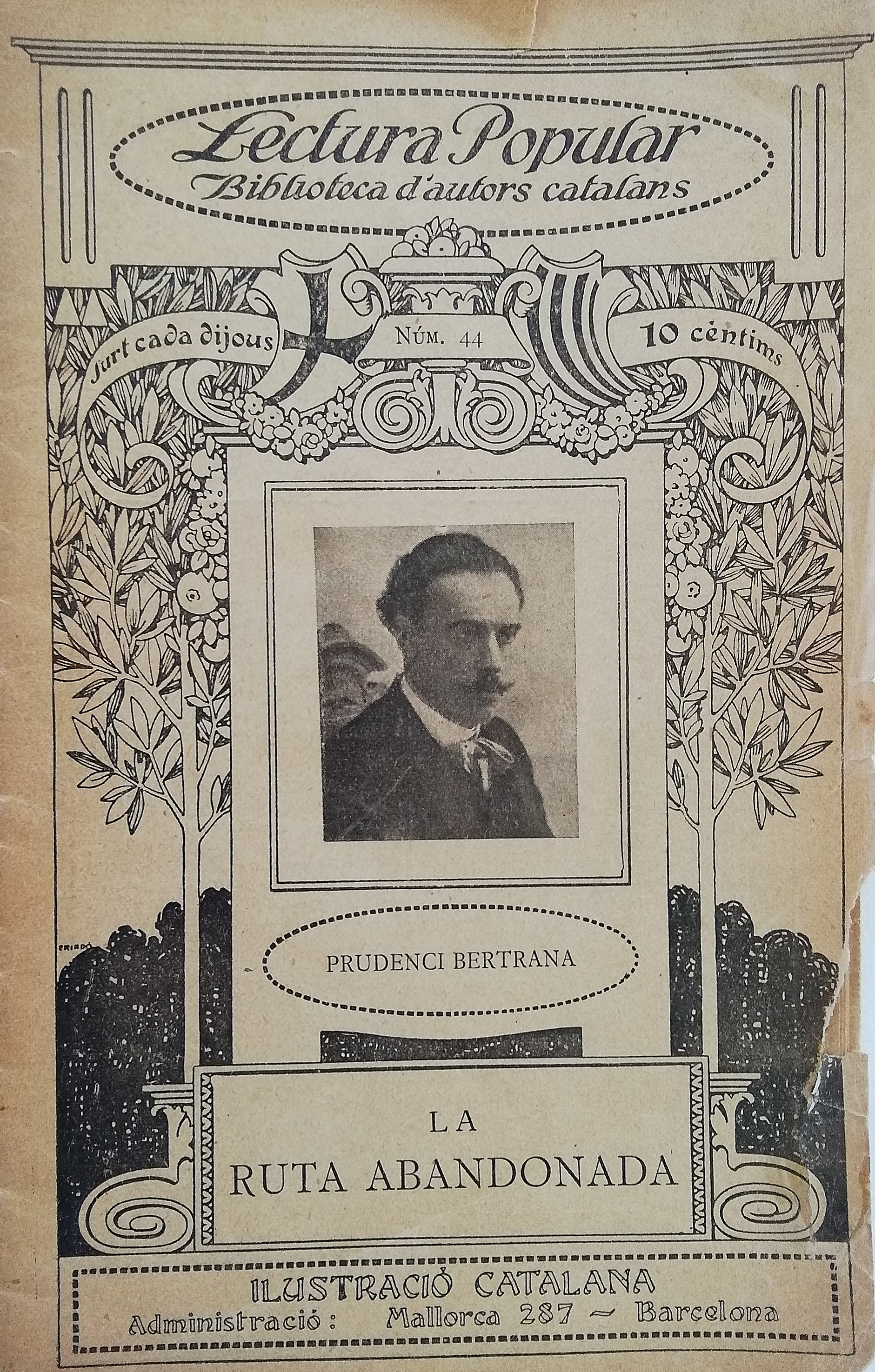
La ruta abandonada - Les llars d'Hostal - Els bells camins que no menen enlloc - Les barraques dels carboners de Prudenci Bertrana. En una edició de l'any 1914 dins la col·lecció Lectura Popular Biblioteca d'autors catalans de la Il·lustració Catalana publicada a Barcelona

- La ruta abandonada - Les llars d'Hostal - Els bells camins que no menen enlloc - Les barraques dels carboners de Prudenci Bertrana. En una edició de l'any 1914 dins la col·lecció Lectura Popular Biblioteca d'autors catalans de la Il·lustració Catalana publicada a Barcelona L'orgue del diputat. Barcelona, Impr. de l'Avenç Gràfic (Imp. L'Unió). 1924.
- Jo! Memòries d'un metge filòsof. Barcelona, Llibreria Catalònia, 1925.
- Tieta Claudina. Barcelona, Mentora. 1929.
- L'hereu. Barcelona, Llibreria Catalònia, 1931.
- L'Ós benemèrit i altres bèsties. Barcelona, Edicions Enllà. 1932.
- El vagabund. Barcelona, Llibreria Catalònia. 1933.
- La ruta abandonada, Barcelona. Il·lustració Catalana. 1914, 1934.
- El Rossinyol que jo he tractat. Barcelona, Publicació de l'Institut del Teatre. 1937.
- L'impenitent. Barcelona, Dalmau i Jover. 1948

Teatre
- ¡Enyorada solitud!. Barcelona, La novel·la teatral catalana (Impr. Ràfols). 1918.
- Les ales d'Ernestina. Drama en tres actes. Barcelona, La novel·la teatral catalana (Impr. Ràfols). 1921.
- La dona neta. Barcelona, R. Durán Alsina. 1924.
- El comiat de Teresa. Barcelona, Llibreria Verdaguer. 1932.
- El fantasma de Montcorb. Barcelona, Llibreria Millà. 1933.
- Els atropellats. Barcelona, El Nostre Teatre. 1935.

Contes

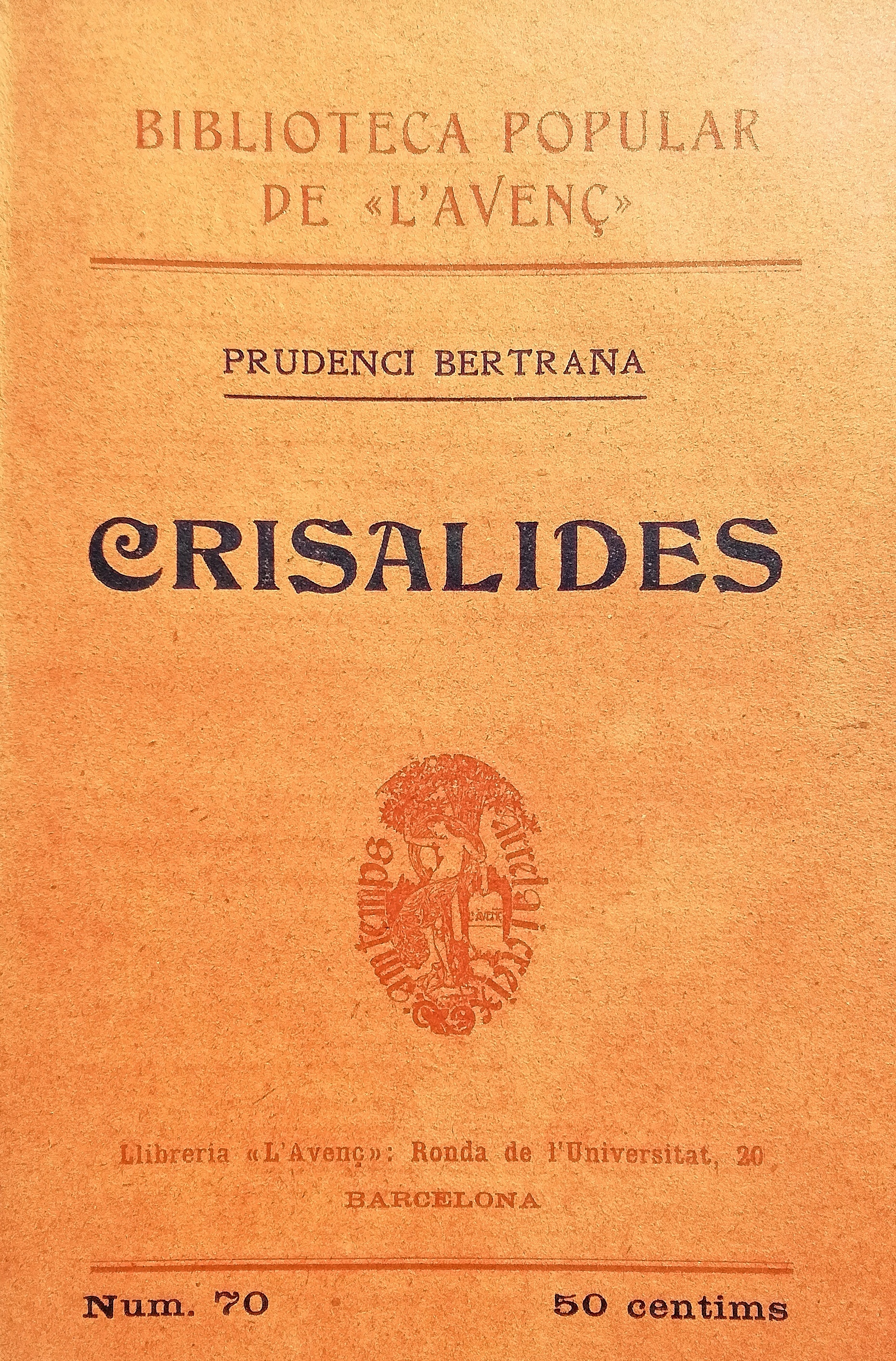
Crisàlides, set contes de Prudenci Bertrana publicats l'any 1907 dins la Biblioteca Popular de L'Avenç

- Crisàlides, set contes de Prudenci Bertrana publicats l'any 1907 dins la Biblioteca Popular de L'Avenç Tard!. Mataró, Impr. F. Horta. 1903.
- Crisàlides. Barcelona. L'Avenç. 1907.
- La lloca de la viuda i altres narracions. Barcelona, Societat Catalana d'Edicions. 1915.
- L'illa perduda. Barcelona, Llibreria Catalònia. 1920.
- Els herois. Barcelona, Editorial Catalana. 1920.
- La bassa roja. Barcelona, Imp. L'Avenç Gràfic. 1923.
- El meu amic Pellini i altres contes. Barcelona, Editorial Catalana. 1923.
- El desig de pecar. Barcelona, Imp. L'Avenç gràfic. 1924.
- Una nit de nuvis al bosc. Barcelona. 1924.

Altres
- La locura de Álvarez de Castro. Girona, Impr. Dalmau. 1910. (amb Diego Ruiz).
- Proses bàrbares. Barcelona, Societat Catalana d'Edicions. 1911.
- L'oca de la molinera. Barcelona, Impr. Ràfols. 1917.
- La Margarideta. Barcelona, La Novel·la Nova. 1918.
- L'home de la gorra peluda: fantàstiques aventures d'en Poli i l'Adrianet. Barcelona, Llibreria Varia. 1924.
- La tragèdia d'un gos xato. Barcelona, Llibreria Varia. 1924.

## Fons personal
El Fons personal de Prudenci Bertrana que es conserva a l'Arxiu Històric de la Ciutat de Barcelona està integrat per un total de trenta-vuit documents relacionats amb la seva obra com a escriptor i com a artista. Vint-i-un són textos originals, manuscrits i mecanoscrits, principalment de novel·les i comèdies. Un conjunt de retalls de diari, ordenats i classificats pel mateix autor en dues llibretes, aplega nombroses crítiques de la seva producció literària i artística i una col·lecció d'impresos, així com les estrenes i representacions d'algunes de les seves obres de teatre.
També trobem el Fons Prudenci i Aurora Bertrana conservat a la Biblioteca de la Universitat de Girona. Aquest fons inclou part de les biblioteques personals dels Bertrana així com documents personals. Els manuscrits de Prudenci Bertrana integren correspondència, articles, conferències, documents literaris i dibuixos. Aquests documents es poden consultar a text complet al Repositori de Fons Especials de la Universitat de Girona i a la Memòria Digital de Catalunya.